# Serra de Miralles (Bellprat)
La Serra de Miralles és una serra situada als municipis de Santa Maria de Miralles i Bellprat a la comarca de l'Anoia, amb una elevació màxima de 866 metres.
En aquesta serra hi ha senders de gran recorregut (GR) i senders de petit recorregut (SL), així com rutes a peu i en bicicleta tot terreny.
La serralada fou gairebé totalment afectada per l'incendi de Santa Coloma de Queralt de 2021.